# Tamias ochrogenys
Tamias ochrogenys е вид бозайник от семейство Катерицови (Sciuridae).